# Беловка (Воронежская область)
Беловка — село Верхнехавского района Воронежской области.
Входит в состав Большеприваловского сельского поселения.

## География

### Улицы
- ул. 50 лет Советской Власти,
- ул. Заречная,
- ул. Луговая.

## Население
| 2000 | 2005 | 2010 |
| ---- | ---- | ---- |
| 221  | ↘199 | ↘154 |